# Maksencij
Mark Avrelij Valerij Maksencij (latinsko Marcvs Avrelivs Valerivs Maxentivs)  je bil od leta 306 do svoje smrti rimski cesar Rimskega cesarstva, * ok. 283, † 28. oktober 312,  bitka pri Milvijskem mostu, Rim. 
Maskencij je vladal v Italiji in severni Afriki, vendar ga sovladarji kljub temu, da ga je priznal rimski senat, niso priznali za zakonitega vladarja. 
Bil je sin nekdanjega cesarja Maksimijana in zet cesarja Galerija. V zadnjem obdobju svoje vladavine je bil zaposlen predvsem z državljansko vojno. Povezal se je z Maksiminom proti Liciniju in Konstantinu I., vendar ga je slednji premagal v bitki pri Milvijskem mostu leta 312. Maksencij naj bi se na begu utopil v Tiberi. 
Maksencij je bil zadnji cesar, ki je stalno prebival v Rimu. Poskušal je olepšati, obnoviti in izboljšati svojo starodavno prestolnico in opravil pomembna gradbena dela, vključno s templjem božanskega Romula, posvečenem  njegovemu pokojnemu sinu, Maksencijevo baziliko, ki jo je dokončal Konstantin, vilo in Maksencijevim cirkusom. 

## Biografija

### Zgodnje življenje in družina
Maksencij je bil sin cesarja Maksimijana in njegove sirske žene Evtropije. Ko je njegov oče leta 285 postal cesar, je Maksencij veljal za prestolonaslednika, ki bo sčasoma nasledil očeta, vendar se zdi, da med vladavino svojega očeta in Dioklecijana ni bil na nobenem pomembnem vojaškem ali upravnem položaju. Neznano kdaj se je poročil z Galerijevo hčerko Valerijo Maksimilo. Imel je dva sinova, Valerija Romula (ok. 295 – 309) in sina z neznanim imenom. 
Leta 305 sta Dioklecijan in Maksimijan odstopila, sta cezarja Konstancij in Galerij postala avgusta. Cesarska sinova  Konstantin in Maksencij sta bila v novi tetrarhiji izpuščena. Namesto njiju sta bila za cezarja imenovana  Valerij Sever in Maksimin Daza. Laktancijev Epitome navaja, da je Galerij sovražil Maksencija in uporabil svoj vpliv pri Dioklecijanu, da Maksencij pri nasledstvu ni bil upoštevan. Mogoče je tudi, da je Dioklecijan ocenil, da Maksencij ni dovolj usposobljen za vojaške dolžnosti na cesarski ravni. Maksencij se je umaknil na posestvo nedaleč  od Rima. 
Ko je leta 306 Konstancij umrl, je bil njegov sin Konstantin 25. julija okronan za cesarja, nato pa ga je Galerij kot cezarja sprejel v tetrarhijo. Imenovanje je postavilo precedens za Maksencijev pristop na prestol pozneje istega leta. 

### Razglasitev za cesarja
Ko so do prestolnice prišle govorice, da cesarji poskušajo v Rimu uvesti glavarino, tako kot v vseh drugih mestih v cesarstvu, in razpustiti ostanke pretorijske straže, ki je bila nameščena v Rimu, so izbruhnili nemiri. Skupina častnikov mestnih garnizij, Zosim jih imenuje Marcelijan, Marcel in Lucijan, se je obrnila na Maksencija, naj sprejme cesarski škrlat. Maksencij je to čast sprejel, obljubil donacije mestnim vojakom in bil 28. oktobra 306 javno razglašen za cesarja. Uzurpacija oblasti je očitno potekala večinoma brez prelivanja krvi, saj Zosim omenja le eno žrtev. Rimski prefekt je prešel na Maksencijevo stran in s tem obdržal svoj položaj. Zarotniki so se očitno obrnili tudi na Maksimijana, ki se je umaknil v palačo v Lukaniji in zaenkrat zavrnil ponujeni položaj. 
Maksencij je uspel doseči priznanje v srednji in južni Italiji, na otokih Korziki, Sardiniji in Siciliji in v afriških provincah. Severna Italija je ostala pod nadzorom zahodnega avgusta Valerija Severja, ki je prebival v Mediolanumu (Milano). 
Maksencij se je sprva vzdržal rabe nazivov avgust in cezar in se naslavljal s princeps invictus (nepremagljivi vodja) v upanju, da bo višji cesar Galerij priznal njegov položaj, vendar je to zavrnil. Galerij je ne glede na svojo domnevno nestrpnost do Maksencija verjetno želel odvrniti druge tekmece, da bi se po zgledu na Konstantina in Maksencija razglasili za cesarja. Konstantin je trdno obvladoval očetovo vojsko in ozemlje, Galerij se je morda pretvarjal, da je bil njegov pristop na oblast del rednega nasledstva v tetrarhiji, z Maksencijem pa ni bilo tako. Bil je peti cesar in imel pod poveljstvom le malo vojakov. Galerij je računal, da ne bo pretežko odstraniti uzurpatorja in avgust Sever je v začetku leta 307 z veliko vojsko vkorakal v Rim. 
Večino Severjeve vojske so sestavljali vojaki, ki so se več let borili pod Maksencijevim očetom Maksimijanom, in ko je Sever prišel v Rim, je večina njegove vojske prešla na Maksencijevo stran. Ko je Maksimijan končno preklical svoj umik in se vrnil v Rim, da bi ponovno prevzel cesarsko funkcijo in podprl svojega sina, se je Sever s preostankom svoje vojske umaknil v Raveno. Kmalu zatem se je predal Maksimijanu, ki mu je obljubil, da ga ne bo usmrtil. 
Po Severjevem porazu je Maksencij zavzel severno Italijo do Alp in Istro  ter prevzel naslov avgusta, ki je po njegovem mnenju s Severjevo predajo postal prazen.

### Zgodnje vladanje
Skupna vladavina Maksencija in Maksimijana v Rimu je bila na še večji preizkušnji, ko je Galerij poleti 307 vkorakal v Italijo s še večjo vojsko. Medtem ko se je pogajal z napadalcem, je Maksencij s podkupovanjem dosegel, da je veliko Galerijevih vojakov prestopilo na njegovo stran. Galerij je bil prisiljen na umik in je na svoji poti plenil po Italiji. Nekje v tem času je Maksencij v neznanih okoliščinah usmrtil Severja. Po neuspelem Galerijevem pohodu je bila njegova vladavina v Italiji in Afriki povsem utrjena. V začetku leta 307 je skušal vzpostaviti prijateljske stike s Konstantinom. Poleti istega leta je Maksimijan odpotoval v Galijo, na poroko svoje hčerke Fauste s Konstantinom in bil povišan v avgusta. Konstantin je poskušal ohraniti odnose tudi z Galerijem in med njegovo invazijo ni odkrito podprl Maksencija. 
Leta 308, verjetno aprila, je Maksimijan poskušal na zboru vojakov v Rimu odstaviti svojega sina, vendar so vojaki ostali zvesti njegovemu sinu.  20. aprila je Maksencij sebe in svojega sina Romula razglasil za nova konzula leta. Na konferenci v Karnuntu jeseni istega leta je bilo Maksenciju ponovno zavrnjeno priznanje za zakonitega cesarja. Za avgusta je bil imenovan Licinij z nalogo, da ponovno pridobi izgubljena ozemlja. Konec leta 308 je bil v Kartagini  za cesarja razglašen  Domicij Aleksander in afriške province so se odcepile od Maksencijeve oblasti. Njegov položaj je postal težaven, ker je bila Afrika ključni dobavitelj žita. 
Maksencijev najstarejši sin Valerij Romul je leta 309 umrl, star približno štirinajst let. Pokopan je bil v grobnici v Maksencijevi vili na Apijevi cesti. V bližini je Maksencij zgradil cirkus. Po Maksimijanovi smrti leta 309 ali 310 so se Maksencijevi odnosi s Konstantinom hitro poslabšali. Poskušal je zavarovati Retijo severno od Alp, vendar ga je Konstantin prehitel. Leta 310 je izgubil tudi Istro. 
Sredi leta 310 je Galerij resno zbolel in se ni več vpletal v cesarsko politiko. Naslednjo pomlad je umrl. Galerijeva smrt je destabilizirala še tisto, kar je ostalo od tetrarhičnega sistema. Ko je Maksimin izvedel za njegovo smrt, je mobiliziral vojsko in zasedel Anatolijo in se šele potem začel pogajati z Licinijem o miru. Maksencij je medtem zavaroval severno Italijo pred morebitnimi vdori in v Afriko poslal majhno vojsko pod poveljstvom svojega pretorijanskega prefekta Rufija Voluzijana, ki je leta 310 ali 311 premagal in usmrtil uzurpatorja Domicija Aleksandra. Maksencij  je v Italijo pripeljal velike količine zaplenjenega žita in okrepil svojo podporo med kristjani v Italiji, tako da jim je dovolil izvoliti novega rimskega škofa Evzebija.
Maksencij še zdaleč ni bil varen. Začetna podpora se je do leta 312 sprevrgla v odkrit protest. Brez prihodkov iz cesarstva je bil prisiljen povečati davke v Italiji. Tudi izvolitev škofa mu ni veliko pomagala, ker je Dioklecijanovo preganjanje razdelilo italijansko cerkev na več konkurenčnih frakcij. Kristjani v Italiji so uvideli, da jim je bolj kot Maksencij naklonjen Konstantin. V političnem kaosu sta nastali dve zavezništvi: Maksimin in Maksencij na eni strani ter Konstantin in Licinij na drugi. Cesarji so se začeli pripravljati na vojno.

### Vojna s Konstantinom
Verona
Maksencij je svojo vojsko namestil v Veroni.  S silami, umaknjenimi iz Afrike, pretorijansko in cesarsko konjeniško gardo ter s četami, ki jih je prevzel Severju, je imel približno 100.000 vojakov. Konstantinova vojska je bila precej manjša in štela 25.000 do 40.000 mož, ker večin svoje vojske zaradi varnosti ni mogel umakniti z meje na Renu, a je kljub temu udaril prvi.
Torino
Takoj ko je vreme dopuščalo, je Konstantin pozno spomladi leta 312 s svojo vojsko nekaj manj kot štirideset tisoč mož prečkal Alpe. Na poti je zavzel močno utrjeno mesto Segusium (Susa) in nadaljeval pohod v severno Italijo.
Zahodno od Torina je naletel na Maksencijevo težko konjenico in jo v bitki, ki je sledila, premagal. Mesto Torino  ni hotel dati zatočišča preostali umikajoči se Maksencijevi vojski, Konstantinovo pa je sprejelo. Konstantin se je nato preselil v Milano in tam ostal do sredine poletja 312.
Milvijski most
Pričakovati je bilo, da bo Maksencij poskušal prestreči nasprotnikovo vojsko, vendar se je odločil, da bo branil Rim pri Milvijskem mostu. O sami bitki, ki se je dogajala 28. oktobra 312, ni veliko znanega. Konstantin je v bitki zmagal, Maskencij pa je na umiku padel v Tibero in se utopil. Njegovo truplo so naslednji dan našli in z njim paradirali po Rimu. Kasneje so truplo poslali v Afriko kot znak, da je zagotovo umrl. Usmrčena je bila vsa Maksencijeva družina, vključno z njegovima dvema otrokoma.

## Pregled in zapuščina
Študije, izvedene med letoma 2021 in 2022, so omogočile rekonstrukcijo Maksencijevih poslanic, ki so bile podvržene številnim interpolacijam in poskusom ponarejanja, da bi besedila prilagodili Konstantinu naklonjeni hagiografski pripovedi Pasijon sv. Katarine. Primerjava z rimskim pravom, pravnimi zapisi in primarnimi viri, kot sta Dioklecijanov posvet v senatu in edikt o preganjanju kristjanov, je omogočila celovito kritično rekonstrukcijo izvirnih besedil, ki popolnoma odražajo tisto, kar so Evzebij Cezarejski, Optat iz Milevija in sveti Avguštin poročali o Maksencijevi prokrščanski politiki. Iz teh zapisov in dokumentov, najdenih v Biblioteki Marciana v Benetkah, je razvidno, da je Maksencij prenehal preganjati kristjane na svojih ozemljih vsaj pet let pred Milanskim ediktom. 
Dioklecijanovo preganjanje je trajalo od leta 303 do 311 na vseh ozemljih cesarstva, razen na tistih pod Maksencijevo jurisdikcijo. Dioklecijanovo preganjanje je bilo zadnje, največje in najbolj krvavo uradno preganjanje kristjanov v Rimskem cesarstvu. Konstantin je prišel na oblast leta 311 po Maksencijevem porazu in pri Milvijskem mostu in njegovi smrti.
Maksencij je bil ploden graditelj, čigar dosežke je zasenčilo Konstantinov ukaz o izbrisu iz spomina. Številne zgradbe v Rimu, ki se običajno povezujejo s Konstantinom, kot je velika bazilika na rimskem forumu, je v resnici zgradil Maksencij.

### Odkritje cesarskih insignij
Decembra 2006 so italijanski arheologi objavili, da so pri izkopavanju pod svetiščem blizu Palatina odkrili več predmetov v treh lesenih zabojih, ki so jih prepoznali kot cesarske regalije, ki so morda pripadale Maksenciju. Predmeti  so bili zaviti v platno in nekaj, kar je videti kot svila. Med njimi so bile tri popolne sulice, štiri kopja, nekaj, kar je videti kot drog za prapor, ter tri krogle iz stekla in kalcedona. Najpomembnejša najdba je bilo žezlo z modrozeleno kroglo, za katero se domneva, da je zaradi zapletene izdelave pripadalo samemu cesarju in je datirano v čas njegove vladavine.
To so edine doslej najdene cesarske insignije, sicer znane samo s kovancev in reliefnih skulptur. Arheologinja Clementina Panella, ki je insignije odkrila, je med drugim povedala, da so predmete verjetno skrili Maksencijevi podporniki, da bi ohranili spomin na pokojnega cesarja. Predmeti so bili restavrirani in so začasno razstavljeni v Museo Nazionale Romano v Palazzo Massimo alle Terme. 